# عبور کامیون یدک دار ممنوع
 عبور کامیون یدک دار ممنوع جزء نشان‌های بازدارنده یا انتظامی راهنمایی و رانندگی است. رانندگان کامیون در مسیرهایی که این نشان است نباید به کامیون خود یدک وصل کنند. این نشان در ایران نیز رایج است.